# Ruptura uterina
Rotura do útero é a rotura dos músculos da parede do útero durante a gravidez ou parto. Os sintomas clássicos são aumento da dor, hemorragia vaginal ou uma alteração nas contrações uterinas. No entanto, há casos em que estes sintomas não se manifestem. Entre as possíveis complicações estão incapacidade ou morte da mãe ou do bebé.
Entre os fatores de risco estão a realização de um parto vaginal quando a mãe tem antecedentes de parto por cesariana, a presença de outras cicatrizes no útero, parto distócico, indução do parto, lesões e consumo de cocaína. Embora geralmente a rotura ocorra durante o parto, em alguns casos pode ocorrer mais cedo durante a gravidez. O diagnóstico pode ser suspeito com base na súbita descida do ritmo cardíaco fetal durante o trabalho de parto. A deiscência uterina é uma condição de menor gravidade em que ocorre apenas uma abertura incompleta de cicatrizes anteriores.
O tratamento consiste em realizar rapidamente uma cirurgia para estancar a hemorragia e proceder ao parto do bebé. Em alguns casos, pode ser necessária uma histerectomia para estancar a hemorragia. Podem ainda ser necessárias transfusões de sangue para compensar o sangue perdido. Às mulheres com antecedentes de rotura do útero é geralmente recomendado que realizem cesarianas nas gravidezes posteriores.
Estima-se que a frequência de roturas do útero entre mulheres que realizaram anteriormente cesarianas convencionais seja de 0,9%. A frequência é maior entre mães com antecedentes de múltiplas cesarianas ou cesarianas atípicas. Em mães com cicatrizes no útero, o risco durante um parto vaginal é de cerca de 1 em 12 000. No caso de rotura do útero, o risco de morte para o bebé é de cerca de 6%. Em países em vias de desenvolvimento, a frequência da condição aparenta ser maior e o prognóstico mais desfavorável.